# (8205) Van Dijck
(8205) Van Dijck ist ein im äußeren Hauptgürtel gelegener Asteroid, der am 10. August 1994 vom belgischen Astronomen Eric Walter Elst am La-Silla-Observatorium (IAU-Code 033) der Europäischen Südsternwarte in Chile entdeckt wurde. Er wurde aber auch schon früher gesichtet.
Der Himmelskörper wurde nach dem flämischen Maler und Grafiker des Barock Anthonis van Dyck (1599–1641) benannt, der einer der bedeutendsten und einflussreichsten Porträtmaler der Kunstgeschichte war und auch religiöse, mythologische und allegorische Werke schuf.
Er gilt neben Peter Paul Rubens als berühmtester flämischer Maler des 17. Jahrhunderts. 
Der Asteroid gehört zur Themis-Familie, einer Gruppe von Asteroiden, die nach (24) Themis benannt wurde.